# Lista de filmes de Star Wars
Esta é uma lista de filmes e séries televisivas da franquia cinematográfica Star Wars.  A série cinematográfica que abrange diversos filmes live-action e filmes animados teve início na década de 1970 com uma trilogia narrada in medias res que, posteriormente, foi expandida para mais duas trilogias conhecidas coletivamente como "Saga Skywalker".
O filme homônimo de 1977 - posteriormente comercializado como Episode IV – A New Hope ou Episódio IV – Uma Nova Esperança - foi sucedido por The Empire Strikes Back (1980) e Return of the Jedi (1983) formando a chamada "Trilogia Original". Na década de 1990, após um hiato de mais de uma década, a "Trilogia Prequela" foi iniciada com The Phantom Menace (1999) e concluída com Attack of the Clones (2002) e Revenge of the Sith (2005). Após a aquisição dos direitos de produção da franquia pela The Walt Disney Company em 2012, a companhia lançou a "Trilogia Sequela" composta por Star Wars: The Force Awakens (2015), The Last Jedi (2017) e The Rise of Skywalker (2019).
Nos meandros da produção e lançamento dos filmes da Trilogia Sequela, dois filmes antológicos foram produzidos: Rogue One: A Star Wars Story (2016) e Solo: A Star Wars Story (2018), cujos respectivos enredos se passam cronologicamente entre os eventos das duas primeiras trilogias de filmes. Atualmente, a companhia trabalha num terceiro filme antológico da saga intitulado Rogue Squadron e anunciado para 2023.
A bilheteria combinada dos filmes de Star Wars totalizam mais de 10 bilhões de dólares, sendo atualmente a segunda mais lucrativa franquia cinematográfica. Todos os principais filmes da franquia (incluindo os filmes da "Saga Skywalker") foram indicados a diversos prêmios de cinema, incluindo o Óscar. O primeiro filme, de 1977, foi indicado a múltiplas categorias do Óscar como Melhor Filme, Melhor Direção e Melhor Ator Secundário (para Alec Guinness por sua performance como Obi-Wan Kenobi), enquanto os demais filmes receberam indicações em categorias técnicas.
Alguns filmes da franquia foram lançados antes da aquisição pela Disney em 2012, mas não são considerados parte do cânone oficial de Star Wars. A única exceção é a série televisiva Star Wars: The Clone Wars (2008) que integra a franquia televisiva da saga.

## Saga Skywalker
A série cinematográfica principal de Star Wars é uma trilogia de trilogias referida pela The Walt Disney Company como "Saga Skywalker". Esta saga narrativa gira em torno do protagonista Anakin Skywalker e sua relação com A Força bem como questões morais e valores da Ordem Jedi em sua atuação na galáxia. Este grupo de trilogias é composto pela Trilogia Original (Episódios IV, V e VI, 1977–1983); Trilogia Prequela (Episódios I, II e III, 1999–2005); e Trilogia Sequela (Episódios VII, VIII e IX, 2015–2019). O primeiro filme lançado, Star Wars (1977), é o quarto filme na narrativa cronológica e foi posteriormente comercializado como Episódio IV. A saga se inicia cronologicamente com Star Wars: Episode I – The Phantom Menace (1999) e se encerra com os eventos narrados em Star Wars: The Rise of Skywalker (2019).
O enredo acompanha cada geração da Família Skywalker e seu confronto com os Sith liderados por Darth Sidious. A Trilogia Prequela foca na vida de Anakin Skywalker, seu treinamento como Jedi e sua eventual queda para o Lado Negro da Força. A Trilogia Original acompanha os esforços de seus filhos Luke Skywalker e Leia Organa como líderes da Aliança Rebelde contra o Império Galáctico. A Trilogia Sequela acompanha Kylo Ren - filho de Leia Organa e Han Solo - que integra o Lado Negro da Força e tenta dominar a galáxia ao lado de Rey, sua prima.
Cada filme é apresentado ao espectador através de uma icônica sequência de abertura, acompanhada por um tema instrumental de John Williams. Todos os nove filmes - especialmente os filmes da primeira trilogia - tiveram mudanças retroativas em suas narrativas e efeitos especiais para transmitir de forma mais consistente o enredo geral da saga.
| Título original                   | Data de lançamento | Direção          | Roteiro                                     | Distribuição        | Ref.          |
| --------------------------------- | --- | ---------------- | ------------------------------------------- | ------------------- | ------------- |
| Episode IV A New Hope             | 25 de maio de 1977 | George Lucas     | George Lucas                                | 20th Century Fox    | [ 14 ]        |
| Episode IV A New Hope             | O piloto de corridas Luke Skywalker (Mark Hamill) se une a um misterioso Cavaleiro Jedi (Alec Guinness) para salvar a galáxia do poder ditatorial de Darth Vader (James Earl Jones) que, a bordo de sua Estrela da Morte, ameaça os sistemas planetários com sua nova arma de destruição total. Skywalker conta com a ajuda de Han Solo (Harrison Ford) para resgatar a Princesa Leia Organa (Carrie Fisher), líder da Aliança Rebelde. |                  |                                             |                     |               |
| Episode V The Empire Strikes Back | 21 de maio de 1980 | Irvin Kershner   | George Lucas Leigh Brackett Lawrence Kasdan | 20th Century Fox    | [ 15 ]        |
| Episode V The Empire Strikes Back | Após a destruição da Estrela da Morte, a Aliança Rebelde é derrotada por Darth Vader no planeta glacial Hoth e seus membros presos pelo Império Galáctico. Luke Skywalker (Mark Hamill) inicia seu treinamento Jedi com o lendário Mestre Yoda (Frank Oz) enquanto seus aliados são perseguidos por toda a galáxia pelo caçador de recompensas Boba Fett (Jeremy Bulloch).                                                              |                  |                                             |                     |               |
| Episode VI Return of the Jedi     | 25 de maio de 1983 | Richard Marquand | George Lucas Lawrence Kasdan                | 20th Century Fox    | [ 16 ]        |
| Episode VI Return of the Jedi     | Após resgatar Han Solo (Harrison Ford) de Jabba the Hutt, os Rebeldes chegam ao planeta Endor para destruir uma segunda Estrela da Morte construída pelo Império Galáctico. Skywalker está intrigado com a verdadeira identidade de Darth Vader. |                  |                                             |                     |               |
| Episode I The Phantom Menace      | 19 de maio de 1999 | George Lucas     | George Lucas                                | 20th Century Fox    | [ 17 ]        |
| Episode I The Phantom Menace      | Os Cavaleiros Jedi Qui-Gon Jinn (Liam Neeson) e Obi-Wan Kenobi (Ewan McGregor) buscam refúgio no planeta desértico Tatooine e encontram um garoto (Jake Lloyd) que acreditam poder trazer equilíbrio à Força. A Ordem Jedi se prepara para a ameaça de um retorno dos Sith. |                  |                                             |                     |               |
| Episode II Attack of the Clones   | 16 de maio de 2002 | George Lucas     | George Lucas Jonathan Hales                 | 20th Century Fox    | [ 18 ]        |
| Episode II Attack of the Clones   | O padawan Anakin Skywalker (Hayden Christensen) vive um romance secreto com a Rainha de Naboo Padmé Amidala (Natalie Portman) enquanto seu mestre Obi-Wan Kenobi (Ewan McGregor) investiga uma tentativa de assassinato contra a senadora e descobre um exército de clones financiado secretamente pela Ordem Jedi. |                  |                                             |                     |               |
| Episode III Revenge of the Sith   | 19 de maio de 2005 | George Lucas     | George Lucas                                | 20th Century Fox    | [ 19 ] [ 20 ] |
| Episode III Revenge of the Sith   | Com a galáxia mergulhada no caos das Guerras Clônicas, os Jedi resgatam Senador Palpatine (Ian McDiarmid) de Conde Dookan (Christopher Lee), principal líder Sith. Anakin Skywalker (Hayden Christensen), seduzido pelas ideias de poder, age como informante duplo do Conselho Jedi e do Senado Galáctico enquanto tenta lidar com seus sentimentos negativos.                                                                         |                  |                                             |                     |               |
| Episode VII The Force Awakens     | 18 de dezembro de 2015 | J. J. Abrams     | Lawrence Kasdan J. J. Abrams Michael Arndt  | Walt Disney Studios | [ 21 ] [ 22 ] |
| Episode VII The Force Awakens     | A órfã Rey (Daisy Ridley) se une ao stormtrooper desertor Finn (John Boyega) para encontrar o lendário piloto Han Solo (Harrison Ford) e encerrar a ameaça de caos na galáxia. Enquanto isso, os Sith planejam retomar o controle da galáxia através da Primeira Ordem, liderada pelo impiedoso Kylo Ren (Adam Driver). |                  |                                             |                     |               |
| Episode VIII The Last Jedi        | 15 de dezembro de 2017 | Rian Johnson     | Rian Johnson                                | Walt Disney Studios | [ 23 ] [ 24 ] |
| Episode VIII The Last Jedi        | Enquanto a Resistência se prepara para uma eventual batalha contra a Primeira Ordem pelo controle da galáxia, Rey (Daisy Ridley) parte em busca do lendário Mestre Jedi Luke Skywalker (Mark Hamill) para iniciar seu treinamento e descobrir suas origens. |                  |                                             |                     |               |
| Episode IX The Rise of Skywalker  | 20 de dezembro de 2019 | J. J. Abrams     | J. J. Abrams Chris Terrio                   | Walt Disney Studios | [ 25 ] [ 26 ] |
| Episode IX The Rise of Skywalker  | Kylo Ren (Adam Driver) segue em sua busca famigerada pelo Imperador Palpatine enquanto foge de seu próprio passado. Rey (Daisy Ridley) assume suas origens como aprendiz Jedi e se torna líder da Resistência. |                  |                                             |                     |               |

## Filmes animados
Precedendo ao lançamento da série televisiva animada no fim de 2008, o longa-metragem animado Star Wars: The Clone Wars foi produzido a partir da compilação de diversos episódios. O enredo acompanha o treinamento Jedi de Anakin Skywalker entre os eventos narrados em Attack of the Clones (2002) e Revenge of the Sith (2005). Apesar de inicialmente rejeitada pelo público, a personagem Ahsoka Tano tornou-se um ícone cult dentre os admiradores da franquia. O filme e a série televisiva subsequente coexistem no mesmo nível canônico dos filmes da Saga Skywalker.
| Título original           | Data de lançamento | Direção     | Roteiro                                   | Distribuição | Ref.   |
| ------------------------- | --- | ----------- | ----------------------------------------- | ------------ | ------ |
| Star Wars: The Clone Wars | 15 de agosto de 2008 | Dave Filoni | Henry Gilroy Steven Melching Scott Murphy | Warner Bros. | [ 32 ] |
| Star Wars: The Clone Wars | Após uma breve vitória da República, Anakin Skywalker e sua padawan Ahsoka Tano devem resgatar o filho de Jabba, o Hutt enquanto a Ordem Jedi luta pela paz na galáxia em meio às Guerras Clônicas. |             |                                           |              |        |

## Série Antológica
Anterior à aquisição da Lucasfilm pela The Walt Disney Company em 2012 e paralelamente ao desenvolvimento da Trilogia Sequela, George Lucas e o roteirista Lawrence Kasdan haviam iniciado a produção de um filme não-canônico que narrava as aventuras de um jovem Han Solo. Em fevereiro de 2013, o presidente da Disney Bob Iger anunciou o desenvolvimento de uma filme com roteiro de Kasdan que seria centrado na figura de Han Solo. Jay Rasulo, um dos executivos da companhia, descreveu o filme como uma narrativa das origens da saga principal. Kathleen Kennedy, anunciada como produtora da companhia para os novos filmes, alertou na ocasião que o enredo de tais filmes não iria comprometer a cronologia da série principal. Até hoje, os dois filmes lançados nesta sequência "Antológica" são subentitulados como A Star Wars Story em detrimento da numeração clássica dos filmes da "Saga Skywalker" que seguem a subtitulação Episode (x).
| Título original              | Data de lançamento | Direção        | Roteiro                         | Distribuição        | Ref.   |
| ---------------------------- | --- | -------------- | ------------------------------- | ------------------- | ------ |
| Rogue One: A Star Wars Story | 16 de dezembro de 2016 | Gareth Edwards | Chris Weitz Tony Gilroy         | Walt Disney Studios | [ 39 ] |
| Rogue One: A Star Wars Story | Nos anos seguintes à ascensão do Império Galáctico, Jyn Erso (Felicity Jones) se une à Aliança Rebelde na tentativa de roubar os planos da Estrela da Morte, uma arma massiva capaz destruir um planeta inteiro.                                 |                |                                 |                     |        |
| Solo: A Star Wars Story      | 24 de maio de 2018 | Ron Howard     | Jonathan Kasdan Lawrence Kasdan | Walt Disney Studios | [ 40 ] |
| Solo: A Star Wars Story      | A bordo de sua nave espacial Millennium Falcon, o apostador e trapaceiro Han Solo (Alden Ehrenreich) se arrisca em diversas aventuras pela galáxia onde faz seus primeiros contatos com os que seriam os futuros líderes de uma Aliança Rebelde. |                |                                 |                     |        |
| Star Wars Rogue Squadron     | Anunciado | Patty Jenkins  | Matthew Robinson                | Walt Disney Studios | [ 42 ] |
| Star Wars Rogue Squadron     | "Uma nova geração de pilotos espaciais que arriscam suas próprias vidas em nome da galáxia". |                |                                 |                     |        |

### Rogue One: A Star Wars Story(2016)

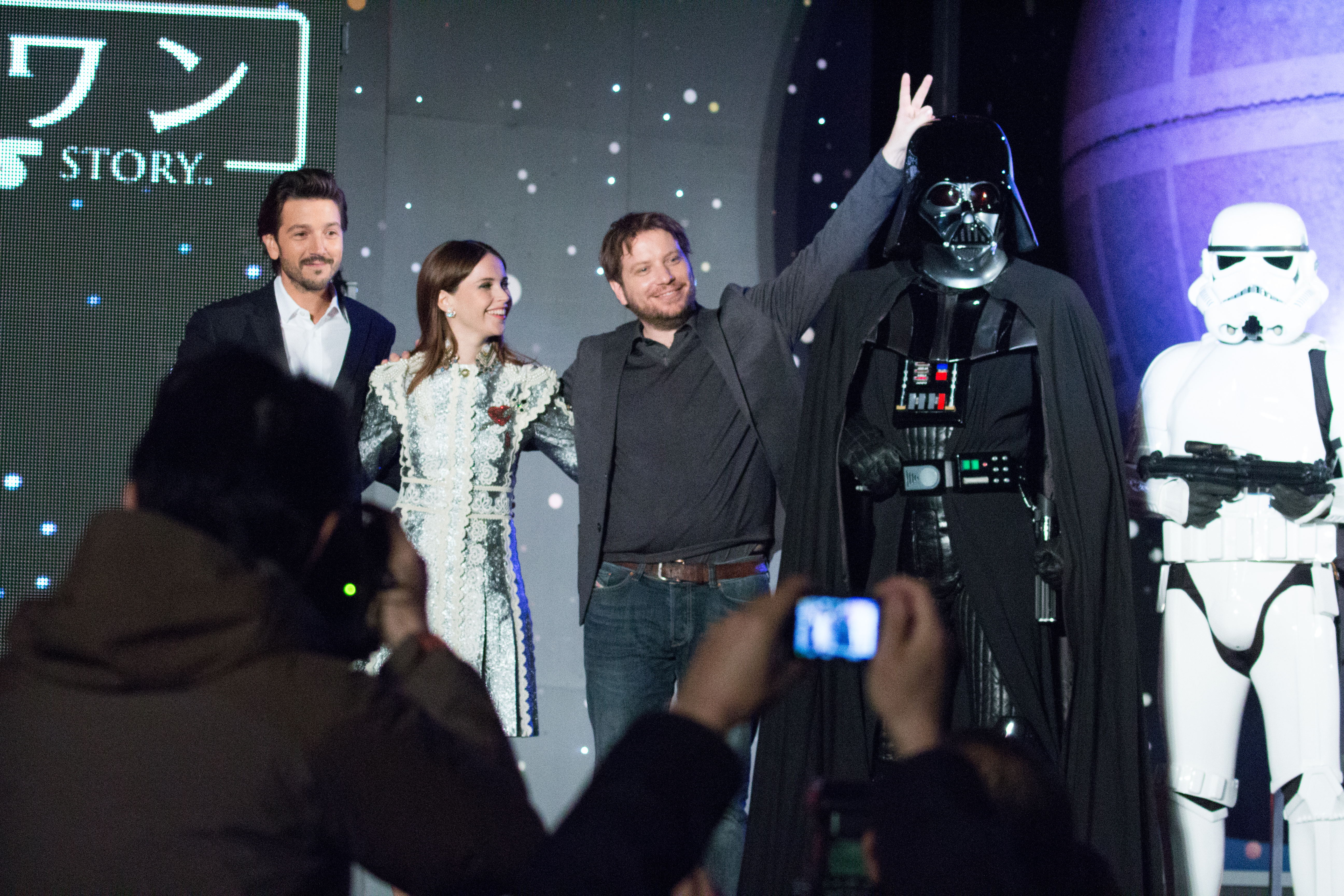
Diego Luna e Felicity Jones e o diretor Gareth Edwards na première de Rogue One, em 2016.

O enredo de Rogue One se passa imediatamente antes dos eventos de A New Hope (1977) e foca no grupo de rebeldes que conseguem os planos da Estrela da Morte. A arma foi criada pelo cientista Galen Erso (Mads Mikkelsen) sob ordens do Império Galáctico. Galen secretamente envia um piloto Imperial, Bodhi Rook, com um alerta aos rebeldes sobre a existência da nova arma. Sob a falsa promessa de libertação de seu pai, Jyn Erso (Felicity Jones) concorda em ajudar a Aliança Rebelde.
O conceito do filme foi criado por John Knoll, líder do setor criativo da Industrial Light & Magic. Em maio de 2014, a Lucasfilm anunciou Gareth Edwards como diretor de um novo filme antológico da saga que teria roteiro de Gary Whitta e lançamento previsto para 16 de dezembro de 2016. Meses depois, o título do filme foi anunciado juntamente com parte do elenco e o novo roteirista Chris Weitz. Ben Mendelsohn e Diego Luna interpretam novos personagens da franquia, enquanto James Earl Jones novamente dubla o antagonista Darth Vader.
Edwards afirmou: "Depende de um grupo de indivíduos que não possuem poderes mágicos trazer paz à galáxia". O filme foi o primeiro a incluir personagens introduzidos nas séries televisivas, principalmente o guerrilheiro espacial Saw Gerrera (Forest Whitaker) de Star Wars: The Clone Wars (2008). O filme foi bem avaliado pela crítica pelas performances, cenas de ação, trilha sonora e efeitos visuais, tendo arrecadado mais de 500 milhões de dólares em bilheterias na primeira semana de estreia.

### Solo: A Star Wars Story(2018)

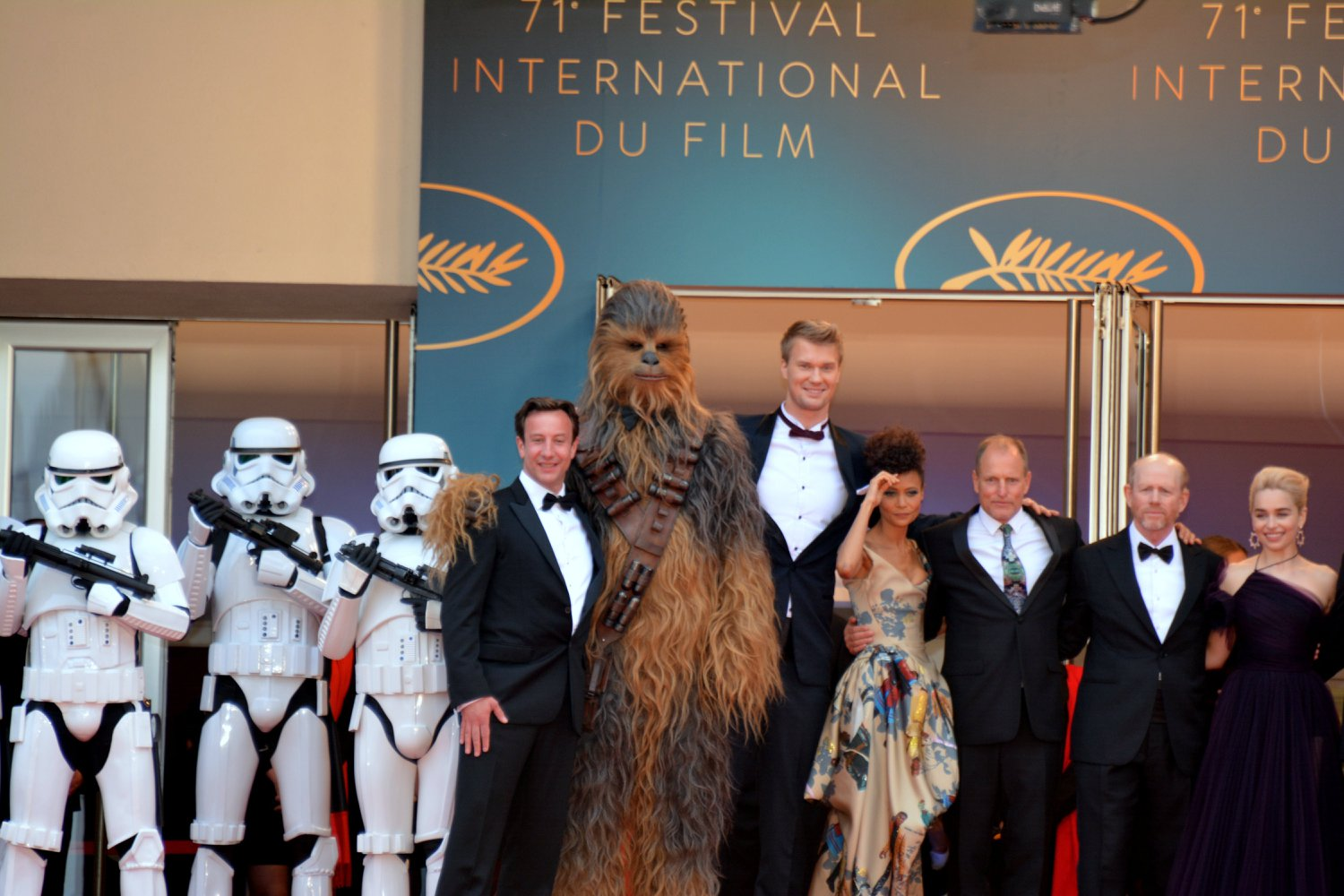
Parte do elenco de Solo na première do filme no Festival de Cannes, em 2018.

Solo, o segundo filme da Antologia, foca em Han Solo cerca de dez anos antes dos eventos de A New Hope. Após tentar fugir de Corellia, seu planeta natal, Han tenta voltar para resgatar Qi'ra. Solo se alia à Academia Imperial, mas é expulso por conta de seu mau comportamento e passa a levar uma vida criminosa ao lado de seu parceiro wookiee Chewbacca.
Antes de vender a Lucasfilm, George Lucas havia contratado o veterano Lawrence Kasdan para produzir um roteiro preliminar sobre Han Solo. O filme é estrelado por Alden Ehrenreich na versão mais jovem do personagem-título, Joonas Suotamo como Chewbacca (após servir de dublê do personagem em The Force Awakens e The Last Jedi), Donald Glover como Lando Calrissian, Emilia Clarke como Qi'ra e Woody Harrelson como Beckett. Originalmente, Phil Lord e Christopher Miller haviam sido contratados para dirigir o longa, mas foram dispensados em meio às filmagens e substituídos por Ron Howard. Os eventos finais do filme se encontram com um dos principais arcos narrativos das séries animadas The Clone Wars e Rebels, deixando a trama em aberto para eventuais sequências.

### Rogue Squadron(2023)
Em 10 de dezembro de 2020, Patty Jenkins - cineasta de Wonder Woman (2017) - foi anunciada como diretora de um futuro filme intitulado Rogue Squadron, que seria lançado em 22 de dezembro de 2023. De acordo com fontes oficiais da franquia, o filme irá "apresentar uma nova geração de pilotos estelares que ganham suas naves e arriscam suas vidas levando a saga ao futuro da galáxia". Segundo Jenkins, o filme será uma história original "com grande influência dos jogos e livros". Um roteiro vinha sendo produzido até então juntamente com o roteiro de Wonder Woman 3. Em maio de 2021, o estúdio anunciou Matthew Robinson como novo roteirista. Em novembro do mesmo ano, a companhia declarou que a produção do novo filme seria adiada para o ano seguinte devido a conflitos de agenda de Jenkins. Um mês depois, a cineasta cancelou seu filme sobre Cleópatra para se dedicar às filmagens de Rogue Squadron e Wonder Woman 3. Em dezembro de 2023, a presidente da Lucasfilm Kathleen Kennedy declarou que o filme seria cancelado por tempo indeterminado ainda que seja "um tópico a ser discutido".

## Futuros filmes

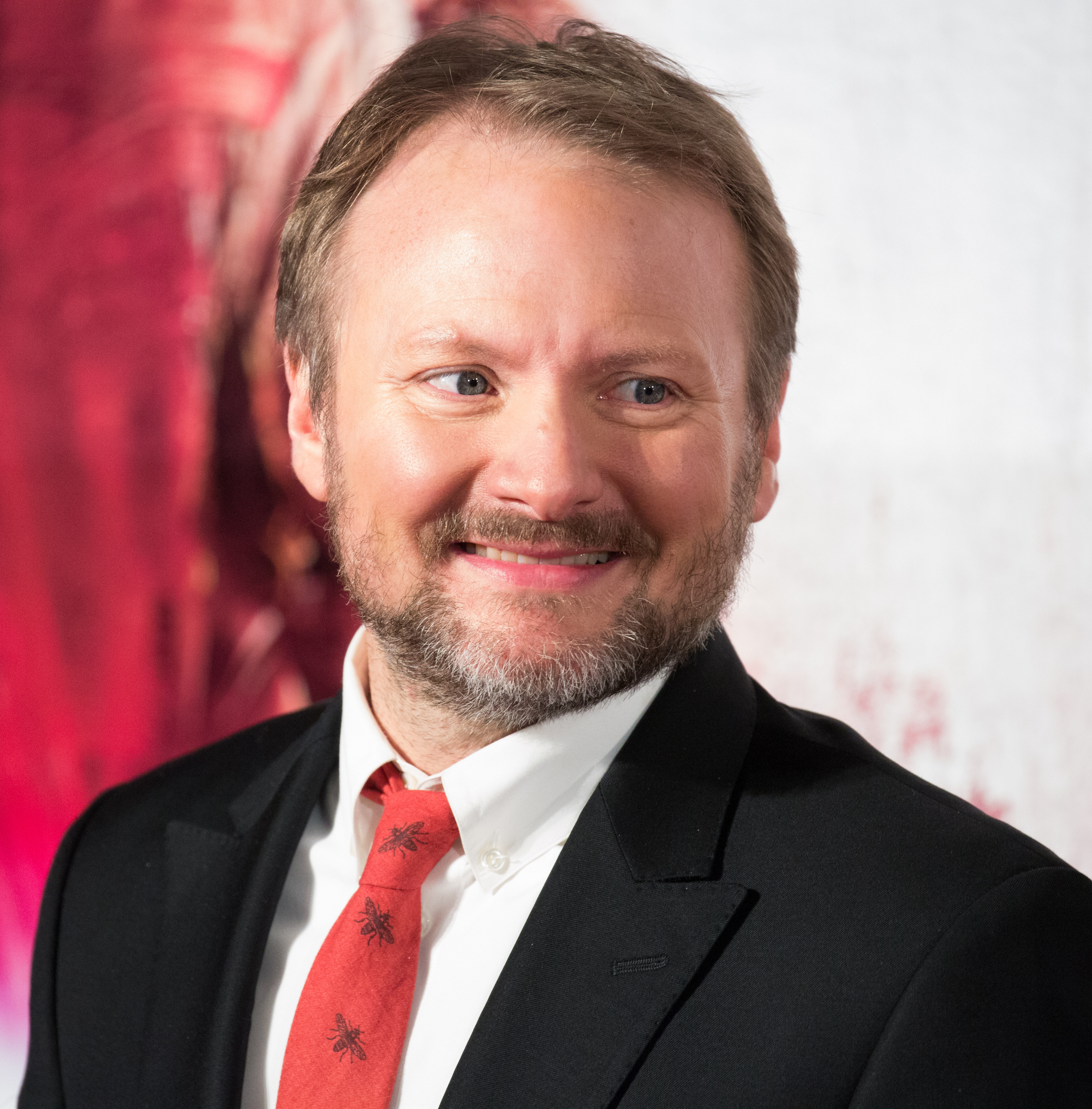
Rian Johnson está cotado para dirigir uma nova trilogia de Star Wars.

Em 2019, Rian Johnson, roteirista e diretor de The Last Jedi, foi confirmado para dirigir o primeiro filme de uma nova trilogia. Apesar do projeto ainda estar em desenvolvimento até 2022, a companhia não divulgou nenhuma data de lançamento devido ao envolvimento de Johnson em outros projetos cinematográficos. Até o que se sabe, a trilogia terá como enredo novos personagens em uma nova era dentro do mesmo universo midiático.
Em meados de 2018, a Lucasfilm confirmou que diversos filmes antológicos estariam em fase inicial de produção, com seu lançamento previsto para depois do hiato de The Rise of Skywalker (2019). Além de Rogue Squadron, outros dois filmes estão agendados para 19 de dezembro de 2025 e 17 de dezembro de 2027.
Em setembro de 2019, o produtor Kevin Feige estaria trabalhando em um filme da franquia juntamente com Kathleen Kennedy; enquanto Michael Waldron foi anunciado posteriormente como roteirista. J. D. Dillard - diretor de Sweetheart (2019) - e Matt Owens - roteirista de Luke Cage - estariam também envolvidos nesta etapa de produção. Entretanto, Taika Waititi (que dirigiu os últimos episódios da primeira temporada de The Mandalorian) assumiu oficialmente a direção do novo filme da franquia com roteiro de Krysty Wilson-Cairns.

## Ordem cronológica
| Ordem cronológica | Ordem de lançamento | Título original                    | Subdivisão        | Temática |
| ----------------- | ------------------- | ---------------------------------- | ----------------- | --- |
| 1                 | 4 (1999)            | Episode I: The Phantom Menace      | Trilogia Prequela | A descoberta de Anakin Skywalker pelos Cavaleiros Jedi Qui-Gon Jinn e Obi-Wan Kenobi no desértico planeta Tatooine e seu consequente envolvimento com A Força. |
| 2                 | 5 (2002)            | Episode II: Attack of the Clones   | Trilogia Prequela | A ascensão de Sheev Palpatine como Chanceler da República e a descoberta do Exército dos Clones pelo Mestre Jedi Obi-Wan Kenobi. Anakin Skywalker enfrenta uma série de conflitos internos por sua posição dentro da Ordem Jedi e sua atração crescente por Padmé Amidala.                               |
| 3                 | 7 (2008)            | The Clone Wars                     | —                 | A descoberta do Exército de Clones deflagra as Guerras Clônicas colocando em lados opostos a República Galáctica e a Confederação dos Sistemas Independentes. Os Cavaleiros Jedi são arrastados para o conflito na finalidade de proteger os ideais de equilíbrio universal representado pela República. |
| 4                 | 6 (2005)            | Episode III: Revenge of the Sith   | Trilogia Prequela | Anakin Skywalker se alia a Sheev Palpatine em busca de maior domínio de sua própria trajetória enquanto a República Galáctica enfrenta diversos rumores de uma guerra iminente contra grupos dissidentes.                                                                                                |
| 5                 | 11 (2018)           | Solo A Star Wars Story             | Série Antológica  | A juventude de Han Solo como um jovem marginalizado do planeta Corellia e a perseguição por autoridades do Império Galáctico que o levam a uma carreira como caçador de recompensas e fugitivo. |
| 6                 | 9 (2016)            | Rogue One A Star Wars Story        | Série Antológica  | Os fugitivos Jyn Erso e Cassian Andor são convocados pela Aliança Rebelde para capturar planos do Império Galáctico para a construção da Estrela da Morte. |
| 7                 | 1 (1977)            | Episode IV: A New Hope             | Trilogia Original | A Princesa Leia Organa e a Aliança Rebelde capturam planos secretos para a construção de uma arma mortal do Império Galáctico. O jovem Luke Skywalker é contactado por um Mestre Jedi misterioso e se aproxima da Força.                                                                                 |
| 8                 | 2 (1980)            | Episode V: The Empire Strikes Back | Trilogia Original | Darth Vader intensifica a perseguição aos membros da Aliança Rebelde em toda a galáxia após a destruição da Primeira Estrela da Morte. Luke Skywalker inicia seu treinamento como um Cavaleiro Jedi. |
| 9                 | 3 (1983)            | Episode VI: Return of the Jedi     | Trilogia Original | Luke Skywalker confronta os Sith e as forças do Império Galáctico como um Mestre Jedi. A Aliança Rebelde inicia uma nova onda de ataques às instalações do Império Galáctico na tentativa de destruir a Segunda Estrela da Morte.                                                                        |
| 10                | 8 (2015)            | Episode VII: The Force Awakens     | Trilogia Sequela  | A Aliança Rebelde consegue fundar a Nova República Galáctica enquanto os Sith criam a Primeira Ordem para restaurar o Império Galáctico. |
| 11                | 10 (2017)           | Episode VIII: The Last Jedi        | Trilogia Sequela  | A fugitiva Rey deixa o planeta Jakku e se alia à Resistência para combater os esforços da Primeira Ordem. Rey se aproxima da Força e procura por Luke Skywalker. |
| 12                | 12 (2019)           | Episode IX: The Rise of Skywalker  | Trilogia Sequela  | |

## Televisão

### Filmes televisivos
| Título original                        | Lançamento original    | Equipe técnica            | Equipe técnica                   | Equipe técnica  | Elenco principal                                                     | Distribuição     |
| Título original                        | Lançamento original    | Direção                   | Roteiro                          | Produção        | Elenco principal                                                     | Distribuição     |
| -------------------------------------- | ---------------------- | ------------------------- | -------------------------------- | --------------- | -------------------------------------------------------------------- | ---------------- |
| Star Wars: Especial de Natal           | 17 de novembro de 1978 | David Acomba Steve Binder | George Lucas                     |                 | Harrison Ford Peter Mayhew Mark Hamill Carrie Fisher Anthony Daniels | CBS              |
| Caravana da Coragem: Uma Aventura Ewok | 25 de novembro de 1984 | John Korty                | George Lucas                     | George Lucas    | Eric Walker Warwick Davis Fionnula Flanagan Guy Boyd Aubree Miller   | ABC              |
| Ewoks: A Batalha por Endor             | 24 de novembro de 1985 | Jim Wheat Ken Wheat       | Jim Wheat Ken Wheat George Lucas | Thomas G. Smith | Wilford Brimley Warwick Davis Aubree Miller                          | 20th Century Fox |

### Séries televisivas
| Ano de exibição | Título original          | Episódios |
| --------------- | ------------------------ | --------- |
| 1985–1986       | Star Wars: Droids        | 13        |
| 1985–1986       | Star Wars: Ewoks         | 35        |
| 2003-2005       | Star Wars: Clone Wars    | 25        |
| 2008–2020       | Star Wars: Clone Wars    | 133       |
| 2014–2018       | Star Wars Rebels         | 75        |
| 2018–2020       | Star Wars Resistance     | 40        |
| 2019–presente   | O Mandaloriano           |           |
| 2021–presente   | Star Wars: The Bad Batch |           |
| 2022            | Obi-Wan Kenobi           |           |
| 2023–presente   | Ahsoka                   |           |

## Elenco
Os três primeiros filmes da franquia - conhecidos coletivamente como Trilogia Original (1977-1983) - foram estrelados por Mark Hamill, Carrie Fisher e Harrison Ford como o trio de protagonistas Luke Skywalker, Leia Organa e Han Solo que luta contra os planos do obscuro e complexo Darth Vader (interpretado por David Prowse) de dominar a galáxia. Estes filmes contaram paralelamente com as atuações coadjuvantes de Billy Dee Williams, Alec Guinness e Frank Oz como Lando Calrissian, Obi-Wan Kenobi e Mestre Yoda. Lançada mais de uma década após o último filme da sequência precedente, a "Trilogia Prequela" é estrelada por Hayden Christensen, Natalie Portman e Ewan McGregor nos respectivos papéis de Anakin Skywalker, Padmé Amidala e Obi-Wan Kenobi (em sua versão mais jovem) e conta também com as atuações secundárias de Samuel L. Jackson, Ian McDiarmid e Liam Neeson como Mace Windu, Sheev Palpatine e Qui-Gon Jinn. Daisy Ridley, John Boyega e Oscar Isaac protagonizam os filmes da Trilogia Sequela (2015-2019) como Rey, Finn e Poe Dameron em oposição a Adam Driver que assume o papel antagonista de Kylo Ren. Hamill, Fisher e Ford também reassumiram seus papéis originais nos três últimos filmes da "Saga Skywalker" de forma a manter a linha narrativa.
| A New Hope              |           | Prowse      |        | Guinness    | Fisher   |        |        |        | Hamill | Ford | Oz |
| The Empire Strikes Back | Eaton     | Prowse      |        | Guinness    | Fisher   |        |        |        | Hamill | Ford | Oz |
| Return of the Jedi      | McDiarmid | Prowse      |        | Guinness    | Fisher   |        |        |        | Hamill | Ford | Oz |
| The Phantom Menace      | McDiarmid | Lloyd       |        | Portman     | McGregor |        |        |        |        |      | Oz |
| Attack of the Clones    | McDiarmid | Christensen |        | Portman     | McGregor |        |        |        |        |      | Oz |
| Revenge of the Sith     | McDiarmid | Christensen |        | Portman     | McGregor |        |        |        |        |      | Oz |
| The Clone Wars          | Lanter    | Taber       | Taylor | Abercrombie | Kane     |        |        |        |        |      |    |
| The Force Awakens       |           |             |        | Fisher      |          | Ridley | Driver | Hamill | Ford   |      |    |
| The Last Jedi           |           |             |        | Fisher      |          | Ridley | Driver | Hamill |        |      |    |
| The Rise of Skywalker   | McDiarmid | Ford        |        | Fisher      |          | Ridley | Driver | Hamill |        |      |    |

## Equipe técnica
George Lucas dirigiu e produziu o primeiro filme da franquia, lançado em 1977, com base em um roteiro concebido por ele mesmo anos antes. Em The Empire Strikes Back (1980) e Return of the Jedi (1983), Lucas manteve-se como consultor criativo enquanto a direção e produção dos filmes foi assumida por Irvin Kershner e Richard Marquand, respectivamente. Gary Kurtz, que já havia colaborado com Lucas em American Graffiti (1973), produziu os dois primeiros filmes da franquia quanto Lawrence Kasdan foi o responsável pela roteirização dos dois últimos filmes que compõem a Trilogia Original (1977-1983). Por outro lado, os três filmes da Trilogia Prequela (1999-2005) foram produzidos por uma mesma equipe liderada por Lucas na direção e roteiro e Rick McCallum na produção. Após a aquisição dos direitos da Lucasfilm em 2012, a The Walt Disney Company anunciou a produção de novos títulos da franquia e contratou os cineastas J. J. Abrams e Kathleen Kennedy para respectivamente dirigir e produzir a Trilogia Sequela (2015-2019). Todos os filmes da chamada "Saga Skywalker" - que engloba as três trilogias centrais - contam com banda sonora composta por John Williams.
| Filme                   | Equipe técnica   | Equipe técnica                   | Equipe técnica                            | Equipe técnica                 | Equipe técnica   | Equipe técnica                          | Equipe técnica |
| Filme                   | Direção          | Produção                         | Roteiro                                   | Enredo                         | Cinematografia   | Edição                                  | Banda sonora   |
| ----------------------- | ---------------- | -------------------------------- | ----------------------------------------- | ------------------------------ | ---------------- | --------------------------------------- | -------------- |
| A New Hope              | George Lucas     | Gary Kurtz                       | George Lucas                              | George Lucas                   | Gilbert Taylor   | Paul Hirsch Marcia Lucas Richard Chew   | John Williams  |
| The Empire Strikes Back | Irvin Kershner   | Gary Kurtz                       | Leigh Brackett Lawrence Kasdan            | George Lucas                   | Peter Suschitzky | Paul Hirsch                             | John Williams  |
| Return of the Jedi      | Richard Marquand | Howard Kazanjian                 | Lawrence Kasdan George Lucas              | George Lucas                   | Alan Hume        | Sean Barton Marcia Lucas Duwayne Dunham | John Williams  |
| The Phantom Menace      | George Lucas     | Rick McCallum                    | George Lucas                              | George Lucas                   | David Tattersall | Ben Burtt                               | John Williams  |
| Attack of the Clones    | George Lucas     | Rick McCallum                    | George Lucas Jonathan Hales               | George Lucas                   | David Tattersall | Ben Burtt                               | John Williams  |
| Revenge of the Sith     | George Lucas     | Rick McCallum                    | George Lucas                              | George Lucas                   | David Tattersall | Ben Burtt                               | John Williams  |
| The Clone Wars          | Dave Filoni      | Catherine Winder                 | Henry Gilroy Steven Melching Scott Murphy | George Lucas                   | Kilian Plunkett  | Jason W. A. Tucker                      | Kevin Kiner    |
| The Force Awakens       | J. J. Abrams     | Kathleen Kennedy Bryan Burk      | Lawrence Kasdan Michael Arndt             | George Lucas                   | Dan Mindel       | Mary Jo Markey Maryann Brandon          | John Williams  |
| The Last Jedi           | Rian Johnson     | Kathleen Kennedy Ram Bergman     | Rian Johnson                              | George Lucas                   | Steve Yedlin     | Bob Ducsay                              | John Williams  |
| The Rise of Skywalker   | J. J. Abrams     | Kathleen Kennedy Michelle Rejwan | Chris Terrio                              | Derek Connolly Colin Trevorrow | Dan Mindel       | Maryann Brandon                         | John Williams  |